# Negociere

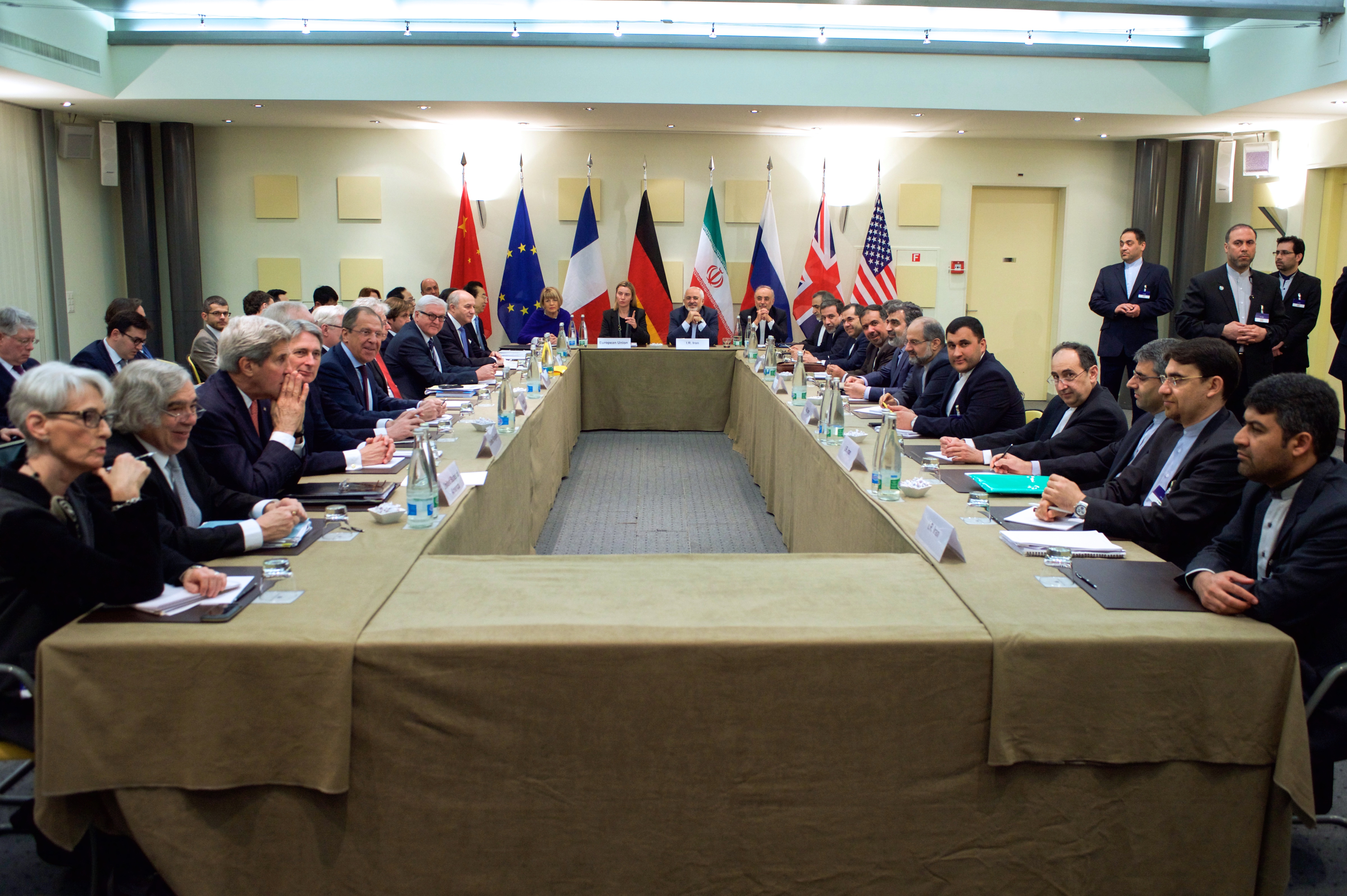
Negocieri pentru acordul privind programul nuclear iranian

Negocierea este o discuție între doi sau mai mulți parteneri, un proces de comunicare structurat, prin care părțile rezolvă diferențele și conflictele care există între ele, încercând să găsească soluții acceptate de toți cei implicați. Așadar, principalul obiectiv al părților implicate la un comun acord. Părțile negociante necesită, deci, să comunice prin intermediul unei discuții față-în față, prin comunicare nonverbală, sau prin reprezentanți. Are loc pentru ca o decizie afectează și alte părți sau pentru că este nevoie de rezolvarea unei dispute. Este un proces dificil care necesită însușirea unor tactici bine definite și abilități de comunicare.

## Etimologie
Termenul de "negociere" provine din limba latină "negotium" (afacere, ocupație). Negocierea este definită ca  o desfășurare de convorbiri între părți pentru soluționarea unei dispute,  un schimb de păreri asupra unor probleme politice, nelitigioase, încheiere de acorduri sau tratate, reglementarea diferendelor, crearea unor organe internaționale.

## Procesul de negociere
Premisa presupune existența unor interese comune și divergente, dorința părților de conlucrare sau abordare pașnică a divergenței, acceptarea voluntară  a modalității de rezolvare a divergenței, obiectivul negocierii fiind un rezultat reciproc avantajos. Actorii negocierii pot fi statele, organizațiile internaționale guvernamentale și non-guvernamentale și societățile transnaționale precum corporațiile.
Negociatorii trebuie să aibă următoarele calități: să înțeleagă pozițiile și argumentele celeilalte părți, să aibă simțul momentului și timpului, să aibă spirit de cooperare și flexibilitate, să cunoască problema și să aibă soluția de a defini soluția în termeni hotărâți, expliciți și articulați. 

## Clasificare și metode
Negocierile pot fi politice, militare,  economice și culturale.  Părțile  implicate pot fi bilaterale sau multilaterale și pot fi la nivel de experți, înalți funcționari sau la nivel înalt.  
Tipurile de obiective pot fi acordurile de prelungire, de extensiune (lărgirea prevederilor), normalizare (încetarea ostilităților), distribuție (împărțire de influență, dominație, resurse, teritorii),  și inovație (noi obligații, noi instituții, noi activități). 
Pot exista mai multe metode de negociere: logice (pregătirea negocierii, pre-negocierea,  negocierea propriu-zisă,  realizarea acordului și post-negocierea), metodă simulării prin crearea unui model concret sub formă simulării unei situații internaționale și  metodele matematice (jocurile cu suma nulă și nenula, jocuri cu două sau mai multe persoane, finite și repetate, și jocuri cu o soluție și soluții multiple). 

### Strategii de negociere
Strategiile de negociere reprezintă abordări globale ale procesului de negociere, de mari dimensiuni și privitoare la o perioadă largă de timp. Acestea au în vedere direcția generală înspre care urmează să fie purtată negocierea, ținând de factori precum strategia companiei și obiectivele acesteia privindu-și propria activitate și interesele în negocierea respectivă.

### Tehnici de negociere
Tehnicile de negociere reprezintă metode de care negociatorii urmează să se folosească cu scopul obținerii unui rezultat cât mai avantajos. Există unele tehnici care se potrivesc mai bine unei strategii cooperative decât uneia conflictuale, dar și invers. Din aceste motive, alegerea lor se face după o evaluare a situației și o alegere a strategiei.

### Tactici de negociere
Tacticile de negociere reprezintă modalități de valorificare a unor oportunități sau a unor contexte ivite în timpul negocierii propriu-zise. Tacticile pot fi persuasive sau de influențare, aflându-se în strânsă legătură cu tipul negocierii specifice (cooperativă sau conflictuală).
Un exemplu des folosit de tactică este cea a contestării unei afirmații, prin intermediul unui răspuns sub forma "Da, dar...", prin care este întors un refuz.

## Vezi și
- Mediere
- Tocmeală

## Legături externe
- „Negociere” la DEX online